# Digital Equipment Corporation
Digital Equipment Corporation (DEC /dɛk/), sử dụng thương hiệu Digital, là một công ty lớn của Mỹ trong ngành công nghiệp máy tính từ những năm 1960 đến những năm 1990. Công ty do Ken Olsen và Harlan Anderson đồng sáng lập vào năm 1957. Olsen là chủ tịch cho đến khi bị buộc phải từ chức vào năm 1992, sau khi công ty sa sút nghiêm trọng.
Mặc dù công ty này đã sản xuất nhiều dòng sản phẩm khác nhau trong suốt lịch sử của mình, nhưng DEC được biết đến nhiều nhất nhờ hoạt động trong thị trường máy tính mini bắt đầu từ giữa những năm 1960. Công ty đã sản xuất một loạt máy được gọi là dòng PDP, trong đó PDP-8 và PDP-11 là một trong những mẫu máy thành công nhất mọi thời đại. Thành công của họ chỉ bị vượt qua bởi một sản phẩm khác của DEC, hệ thống VAX "supermini" vào cuối những năm 1970 được thiết kế để thay thế PDP-11. Mặc dù một số đối thủ đã cạnh tranh thành công với Digital trong những năm 1970, VAX đã củng cố vị trí của công ty như một nhà cung cấp hàng đầu trong lĩnh vực máy tính.
Khi máy vi tính được cải tiến vào cuối những năm 1980, đặc biệt là với sự ra đời của các máy trạm dựa trên RISC, phân khúc hiệu năng của máy tính mini nhanh chóng bị xói mòn. Vào đầu những năm 1990, công ty rơi vào tình trạng hỗn loạn khi doanh số bán hàng nhỏ của họ sụp đổ và nỗ lực của họ để giải quyết vấn đề này bằng cách thâm nhập thị trường cao cấp với những chiếc máy như VAX 9000 đã thất bại trên thị trường. Sau nhiều nỗ lực thâm nhập vào thị trường máy trạm và máy chủ tập tin, dòng sản phẩm DEC Alpha bắt đầu xâm nhập thành công vào giữa những năm 1990, nhưng đã quá muộn để cứu được công ty.
DEC được Compaq mua lại vào tháng 6 năm 1998 trong vụ sáp nhập lớn nhất vào thời điểm đó trong lịch sử ngành công nghiệp máy tính. Trong quá trình mua, một số bộ phận của DEC đã được bán cho các công ty khác; mảng kinh doanh trình biên dịch và cơ sở Hudson, Massachusetts, đã được bán cho Intel. Vào thời điểm đó, Compaq tập trung vào thị trường doanh nghiệp và gần đây đã mua một số nhà cung cấp lớn khác. DEC là một công ty lớn ở nước ngoài, nơi Compaq ít hiện diện hơn. Tuy nhiên, Compaq không biết phải làm gì với các thương vụ mua lại của mình, và nhanh chóng gặp khó khăn về tài chính. Công ty Compaq sau đó đã hợp nhất với Hewlett-Packard (HP) vào tháng 5 năm 2002.